# Halichoeres chloropterus
 Halichoeres chloropterus és una espècie de peix de la família dels làbrids i de l'ordre dels perciformes.

## Morfologia
Els mascles poden assolir els 19 cm de longitud total.

## Distribució geogràfica
Es troba des de les Filipines fins a la Gran Barrera de Corall.